# Ochrolechia inversa
Ochrolechia inversa är en lavart som först beskrevs av William Nylander och som fick sitt nu gällande namn av Jack Rodney Laundon. 
Ochrolechia inversa ingår i släktet Ochrolechia och familjen Ochrolechiaceae.   Inga underarter finns listade i Catalogue of Life.